# Nuadu Finn Fáil
Nuadu Finn Fáil (i.e: Nuadu le Merveilleux de « Fál ») un terme poétique qui désigne l'Irlande, il est le fils de Gíallchad, et selon les légendes médiévales et la tradition pseudo historique irlandaise un Ard ri Erenn.

## Règne
Nuadu prend le pouvoir en tuant Art Imlech son prédécesseur et le meurtrier de son père. Le Lebor Gabála Érenn indique qu'il règne 60 ans, Geoffrey Keating  avance un règne de 20 ans  les Annales des quatre maîtres 40 ans avant d'être tué par Bres Rí le fils de Art. Le Lebor Gabála synchronise son règne avec celui de Cyaxare sur les Mèdes (625-585 av. J.-C.). La chronologie de  Keating Foras Feasa ar Éirinn date son règne de 755-735 av. J.-C., et les Annales des quatre maîtres de 1002-962 av. J.-C.
Son fils Áedan Glas est le père de Siomón Brecc.

## Source
- (en) Cet article est partiellement ou en totalité issu de l’article de Wikipédia en anglais intitulé « Nuadu Finn Fáil » (voir la liste des auteurs), édition du 8 avril 2012.